# CONFiDENCE日劇大獎
CONFiDENCE日劇大獎，日本電視劇獎，為日本知名Oricon集團旗下公司Oricon Entertainment所發行的娛樂週刊雜誌《ORIGINAL CONFIDENCE》主辦。每一年公布每一季得獎名單，一年共四次。
與由審查員、記者、讀者，三者票數總和為評分項目的日劇學院賞不同，CONFiDENCE日劇大獎評審僅由電視、傳播界專業人士組成，得獎結果不受觀眾人氣票數影響，而是採集播出後的觀眾滿意度。
此獎項如WOWOW等衛星電視台的電視劇，不在評選範圍內。

## 概要
2015年10月為第一回，每季評選對象為日本國內電視劇。投票由各界專家學者和電視圈記者等20位評審委員投票選出，加上觀眾滿意度調查統計結果決定獲獎者。
第6回起提名對象不包含衛星電視台WOWOW。

第4回、第7回起包含電視劇續集（如：相棒系列）。

第7回起包含跨季電視劇（如：晨間劇）。

## 評審委員
每回評審會有些微不同，以下僅列第1回。

### 個人評審
- 岡室美奈子（早稻田大學演劇博物館館長、文學學術院教授）
- 影山貴彦（同志社女子大學情報媒體學科教授）
- 境真良（國際大学GLOCOM客座研究員）
- 小杉文彦（節目市場行銷製作人）
- 堀井憲一郎（專欄作家）
- 宮地謙典（藝人）
- 佐藤智恵（作家、顧問）
- 井上テテ（編劇）
- 吉田潮（作家）

### 媒體評審
- 星賀亨弘（朝日新聞文化生活報導部記者）
- 三品貴志（產經新聞文化部記者）
- 赤塚佳彦（日本經濟新聞文化部記者）
- 北林靖彦（每日新聞社學藝部編輯委員）
- 田中誠（讀賣新聞文化部記者）※第1回
- 笹島拓哉（讀賣新聞文化部記者）※第2回
- 大塚美奈（產經體育文化報導部記者）
- 牧元一（體育日本文化社會專門委員）
- 有野博幸（體育報知文化社會部記者）
- 梅田恵子（日刊體育數位編輯部記者）
- 佐竹慎一（共同通信社文化部記者）
- 椎葉克宏（oricon ME主編）

## 獎項
- 最佳作品獎
- 最佳男主角獎
- 最佳女主角獎
- 最佳男配角獎
- 最佳女配角獎
- 最佳編劇獎
- 最佳新人獎

## 各回得獎名單

### 2010年代

#### 第1回
- 2015年夏季
  - 最佳作品獎：民王[4]
  - 最佳男主角獎：遠藤憲一、菅田將暉（民王）
  - 最佳女主角獎：北川景子（偵探的偵探）
  - 最佳男配角獎：高橋一生（民王）
  - 最佳女配角獎：滿島光（根性青蛙）
  - 最佳編劇獎：西荻弓繪（日语：西荻弓絵）（民王）
  - 最佳新人獎：芳根京子（表參道高校合唱部！）

#### 第2回
- 2015年秋季[5]
  - 最佳作品獎：下町火箭
  - 最佳男主角獎：濱田岳（釣魚狂日記～新入社員濱崎傳助）
  - 最佳女主角獎：新垣結衣（掟上今日子的備忘錄）
  - 最佳男配角獎：瀧藤賢一（破裂（日语：破裂#テレビドラマ））
  - 最佳女配角獎：菜菜緒（警報 刑警×女友×完全惡女）
  - 最佳編劇獎：石井裕也、登米裕一（糖果之家）
  - 最佳新人獎：濱邊美波（無痛）

#### 第3回
- 2015年冬季[6]
  - 最佳作品獎：追憶潸然
  - 最佳男主角獎：長瀨智也（Fragile）
  - 最佳女主角獎：從缺
  - 最佳男配角獎：佐藤隆太（直美與加奈子）
  - 最佳女配角獎：仲里依紗（逃女（日语：逃げる女 (2016年のテレビドラマ)））
  - 最佳編劇獎：坂元裕二（追憶潸然）
  - 最佳新人獎：西島隆弘（追憶潸然）

#### 第4回
- 2016年春季
  - 最佳作品獎：重版出来！[7]
  - 最佳男主角獎：岡田將生（寬鬆世代又怎樣）
  - 最佳女主角獎：滿島光（小荳荳電視台）
  - 最佳男配角獎：柳樂優彌（寬鬆世代又怎樣）
  - 最佳女配角獎：木村佳乃（我的危險妻子）
  - 最佳編劇獎：宮藤官九郎（寬鬆世代又怎樣）
  - 最佳新人獎：藤原櫻（Love Song）

#### 第5回
- 2016年夏季
  - 最佳作品獎：賣房女子[8]
  - 最佳男主角獎：三上博史（遺產繼承律師 柿崎真一（日语：遺産相続弁護士 柿崎真一））
  - 最佳女主角獎：波瑠（ON 異常犯罪搜查官·藤堂比奈子）
  - 最佳男配角獎：山内圭哉（日语：山内圭哉）（HOPE～期待值零的新進員工～（日语：HOPE〜期待ゼロの新入社員〜））
  - 最佳女配角獎：木南晴夏（毫不保留的愛）
  - 最佳編劇獎：遊川和彥（初次見面，我愛你）
  - 最佳新人獎：石井杏奈（日语：石井杏奈 (女優)）（仰望師恩（日语：仰げば尊し (2016年のテレビドラマ)））

#### 第6回
- 2016年秋季 [9]
  - 最佳作品獎：月薪嬌妻
  - 最佳男主角獎：松岡昌宏（家政夫三田園）
  - 最佳女主角獎：新垣結衣（月薪嬌妻）
  - 最佳男配角獎：星野源（月薪嬌妻）
  - 最佳女配角獎：石田百合子（月薪嬌妻）
  - 最佳編劇獎：野木亞紀子（月薪嬌妻）
  - 最佳新人獎：大谷亮平（月薪嬌妻）

#### 第7回
- 2017年冬季 [10]
  - 最佳作品獎：四重奏
  - 最佳男主角獎：草彅剛（謊言戰爭）
  - 最佳女主角獎：松隆子（四重奏）
  - 最佳男配角獎：高橋一生（四重奏）
  - 最佳女配角獎：齊藤由貴（媽媽，不當您女兒可以嗎？）
  - 最佳編劇獎：坂元裕二（四重奏）
  - 最佳新人獎：吉岡里帆（四重奏）

#### 第8回
- 2017年春季
  - 最佳作品獎：反轉
  - 最佳男主角獎：小栗旬（CRISIS）
  - 最佳女主角獎：多部未華子（山茶花文具店（日语：ツバキ文具店））
  - 最佳男配角獎：東出昌大（其實並不在乎你）
  - 最佳女配角獎：小池榮子（成為母親）
  - 最佳編劇獎：奥寺佐渡子、清水友佳子（反轉）
  - 最佳新人獎：新木優子（CRISIS）、（月付百萬的女人們）

#### 第9回
- 2017年夏季
  - 最佳作品獎：雛鳥
  - 最佳男主角獎：石坂浩二（安寧之鄉）
  - 最佳女主角獎：高畑充希（過度保護的加穗子）
  - 最佳男配角獎：竹內涼真（過度保護的加穗子）
  - 最佳女配角獎：和久井映見（雛鳥）
  - 最佳編劇獎：岡田惠和（雛鳥）
  - 最佳新人獎：永野芽郁（是我們做的）

#### 第10回
- 2017年秋季
  - 最佳作品獎：刑警弓神
  - 最佳男主角獎：淺野忠信（刑警弓神）
  - 最佳女主角獎：綾瀨遙（太太 請小心輕放）
  - 最佳男配角獎：神木隆之介（刑警弓神）
  - 最佳女配角獎：手塚理美（明日的約定）
  - 最佳編劇獎：福田靖（只是先出生的我）
  - 最佳新人獎：佐久間由衣（明日的約定）

#### 第11回
- 2017年冬季
  - 最佳作品獎：UNNATURAL
  - 最佳男主角獎：志尊淳（女子的生活）
  - 最佳女主角獎：石原聰美（UNNATURAL）
  - 最佳男配角獎：井浦新（UNNATURAL）
  - 最佳女配角獎：田中裕子（anone）
  - 最佳編劇獎：野木亞紀子（UNNATURAL）
  - 最佳新人獎：清水尋也（anone）

#### 第12回
- 2018年春季
  - 最佳作品獎：大叔的愛
  - 最佳男主角獎：藤岡靛（基度山恩仇記-華麗的復仇-）
  - 最佳女主角獎：長澤雅美（信用詐欺師JP）
  - 最佳男配角獎：吉田鋼太郎（大叔的愛）
  - 最佳女配角獎：木村多江（有家可歸的戀人們）
  - 最佳編劇獎：古澤良太（信用詐欺師JP）
  - 最佳新人獎：趣里（黑色止血鉗）

#### 第13回
- 2018年夏季
  - 最佳作品獎：繼母與女兒的藍調
  - 最佳男主角獎：山田孝之、菅田將暉（dele）
  - 最佳女主角獎：永野芽郁（半邊藍天）
  - 最佳男配角獎：佐藤健（半邊藍天、繼母與女兒的藍調）
  - 最佳女配角獎：芳根京子（高嶺之花）
  - 最佳編劇獎：安達奈緒子（透明的搖籃）
  - 最佳新人獎：清原果耶（透明的搖籃）

#### 第14回
- 2018年秋季
  - 最佳作品獎：我是大哥大!!
  - 最佳男主角獎：岡田將生（昭和元祿落語心中）
  - 最佳女主角獎：戶田惠梨香（大戀愛～和忘記我的你）
  - 最佳男配角獎：山崎育三郎（昭和元祿落語心中）
  - 最佳女配角獎：黑木華（非獸性男女）
  - 最佳編劇獎：大石静（日语：大石静）（大戀愛～和忘記我的你）
  - 最佳新人獎：磯村勇斗（我是大哥大!!）

#### 第15回
- 2018年冬季[11]
  - 最佳作品獎：特攝宅女（日语：トクサツガガガ#テレビドラマ）
  - 最佳男主角獎：光石研（設計師 澀井直人的休假（日语：デザイナー 渋井直人の休日））
  - 最佳女主角獎：常盤貴子（The Good Wife）
  - 最佳男配角獎：松尾鈴木（日语：松尾スズキ）（水果宅急便（日语：フルーツ宅配便））
  - 最佳女配角獎：松坂慶子（萬福）
  - 最佳編劇獎：武藤將吾（3年A班－從此刻起，大家都是我的人質－）
  - 最佳新人獎：白石聖（絕對正義（日语：絶対正義））

#### 第16回
- 2019年春季
  - 最佳作品獎：昨日的美食
  - 最佳男主角獎：西島秀俊、內野聖陽（昨日的美食）
  - 最佳女主角獎：吉高由里子（我要準時下班）
  - 最佳男配角獎：向井理（我要準時下班）
  - 最佳女配角獎：藤野涼子（腐女無意間跟Gay告白）
  - 最佳編劇獎：三浦直之（腐女無意間跟Gay告白）
  - 最佳新人獎：金子大地（腐女無意間跟Gay告白）

#### 第17回
- 2019年夏季[12]
  - 最佳作品獎：凪的新生活
  - 優秀作品獎：所以我推她（日语：だから私は推しました）、監察醫 朝顏
  - 最佳男主角獎：大泉洋（NO SIDE GAME）
  - 最佳女主角獎：上野樹里（監察醫 朝顏）
  - 最佳男配角獎：中村倫也（凪的新生活）
  - 最佳女配角獎：三田佳子（凪的新生活）
  - 最佳新人獎：重岡大毅（明察小會計）

## 年間大賞
- 2016年度[13]
  - 最佳作品賞：月薪嬌妻
  - 最佳男主角獎：山田孝之（黑金丑島君 Season3、勇者義彥和被引導的七人）
  - 最佳女主角獎：滿島光（小荳荳電視台）
  - 最佳男配角獎：草刈正雄（真田丸）
  - 最佳女配角獎：石田百合子（月薪嬌妻）
  - 最佳編劇獎：野木亞紀子（重版出来！、月薪嬌妻）
  - 最佳新人獎：藤岡靛（阿淺來了、請和這個沒用的我談戀愛、IQ246～華麗事件簿～）
  - 審査員特別獎：岡田將生、松坂桃李、柳樂優彌（寬鬆世代又怎樣）

- 2017年度
  - 最佳作品獎：四重奏
  - 最佳男主角獎：淺野忠信（刑警弓神）
  - 最佳女主角獎：松隆子（四重奏）
  - 最佳男配角獎：高橋一生（四重奏、女城主直虎）
  - 最佳女配角獎：和久井映見（雛鳥）
  - 最佳編劇獎：坂元裕二（四重奏）
  - 最佳新人獎：吉岡里帆（四重奏）

- 2018年度[14]
  - 最佳作品獎：大叔的愛
  - 最佳男主角獎：山田孝之、菅田將暉（dele）
  - 最佳女主角獎：石原聰美（UNNATURAL）
  - 最佳男配角獎：佐藤健（半邊藍天、繼母與女兒的藍調）
  - 最佳女配角獎：田中裕子（anone）
  - 最佳編劇獎：野木亞紀子（UNNATURAL）
  - 最佳新人獎：清原果耶（透明的搖籃）

## 另見
- 日劇學院賞
- 東京國際戲劇節
- 日本民間放送聯盟獎

## 外部連結
- コンフィデンスアワード・ドラマ賞官方網站（页面存档备份，存于）